# أولف كريستيانسن
أولف كريستيانسن هو رسام نرويجي، ولد في 3 نوفمبر 1969.